# FIPS 10
FIPS 10 é o termo comum para os E.U. Federal Information Processing Standard nº 10 "países, dependências, Zonas Especiais de Soberania, e suas principais divisões administrativas". A quarta revisão é atual, de abril de 1995.
Esse padrão tem importância para os bancos de dados eletrônicos dos EUA, especialmente em agências [militares] e governamentais que lidam com assuntos externos. Introduz códigos abreviados para os países e suas subdivisões (estados, condados) para cada entidade administrativa no mundo. Os dígrafos são geralmente "não" idênticos aos códigos de países ou nomes ISO dentro das organizações UN.
Isso pode ser mostrado facilmente com os dígrafos dos códigos de país. Os códigos de país ISO refletem o nome próprio dado pelos próprios países, UK (United Kingdom), ES (Espana), DE (Deutschland), enquanto nomes FIPS 10 aderem a nomes no público dos EUA, GB (Great Britain), SP (Spain), GM (Germany).